# Nucetu, Călărași
Nucetu este un sat în comuna Lupșanu din județul Călărași, Muntenia, România. Satul se află în partea centrală a județului, în Câmpia Ialomiței. La recensământul din 2002 avea o populație de 808 locuitori. Localitatea a fost întemeiată în 1910. Numele localității provine de la numeroșii nuci care creșteau în vatra satului. O altă versiune a denumirii actuale poate proveni de la numele mănăstirii Nucetu, pe moșia căruia a luat naștere satul.